# Dvorac Fontainebleau
Dvorac Fontainebleau je renesansni dvorac francuskog kralja Franje I. u dolini rijeke Loire, koji je upisan na UNESCO-ov popis mjesta svjetske baštine u Europi 1981. godine

## Povijest
Po nalogu Franje I. arhitekt Gilles de Breton je 1527. godine proširio srednjovjekovni zamak u fontebloskoj šumi koji do tada nije bio ništa više nego mala lovačka kuća. Njegov je nacrt za dvorac pod utjecajem ideja što su dolazile iz Italije, kako Vitruvijevih, tako i Albertijevih. Krajnji rezultat je bila veličanstvena kraljevska rezidencija koja je postala jedna od najznamenitijih palača u Europi.
Godine 1541. kao "architecte ordinaire" imenovan je bolonjski arhitekt Sebastiano Serlio, čija su djela o talijanskoj renesansnoj arhitekturi objavljivana diljem Europe. Iste godine je zajedno s Primaticciom radio i Giacomo da Vignola, graditelj slavne Isusove crkve (Il Gesu) u Rimu, a tijekom 60-tih godina dovršeno je krilo "Belle Cheminée" u renesansnome stilu.
Rosso Fiorentino, Primaticcio i drugi talijanski umjetnici su u Fontainebleau utemeljili slavnu "fontanblešku slikarsku školu" koja se temeljila na manirističkoj dekoraciji prostora i snažno je utjecala na Francusku i Nizozemsku renesansu. Pramaticciova slikarska sloboda i Serlijeva sklonost eksperimentiranju u arhitekturi dovest će do novog francuskog arhitektonskog stila vidljivog već u djelima Philiberta de l'Ormea (oko 1510. – 1570.).
Dvorac je dograđivan do 18. stoljeća. Danas je dvorac memorijalni i umjetnički muzej s bogatim zbirkama slika, skulptura, tapiserija, predmeta umjetničkog obrta, pokućstva i dr.

## Osobitosti
Mala srednjovjekovna kula oko koje je sagrađen Fontainebleau nametnula je izvjesnu nepravilnost tlocrta. Gilles de Breton je zapadno od stare kule sagradio je jedno krilo u kojemu se nalazila glasovita Galerija Franje I., koju su ukrasili Rosso Fiorentino i Francesco Primaticcio. Ona je vodila do vestibula kapele i pomno izgrađenog "potkovastog" stubišta koje vodi do velikog dvorišta.
Najznamenitiji dijelovi dvorca su:
- Ovalno dvorište (Cour de l'Ovale),
- Galerija Franje I. i
- Galerija Henrika II.

Najklasičniji dio vanjskog izgleda dvorca djelo je Rossa Fiorentina i Primaticcia, a njihove slike i ukrasi od štuka prekrivaju sve površine u Velikoj galeriji. Galerijom Franje I., nedavno restauriranom u prvotni izgled, uvedena je moda ukrašavanja koja je oponašala cijela Europa.
Uz dvorac se nalazi veliki park s geometrijski raspoređenim nasadima; jedan od najranijih tzv. francuskih parkova.
- Kapela dvorca
- Knjižnica dvorca
- Dvorana prijestolja
- Napoleonova soba
- Soba Marije Antoinette

## Poveznice
- Renesansna arhitektura
- Dvorac Chambord
- Chenonceaux
- Azay-le-Rideau

## Vanjske poveznice
- Château de Fontainebleau (engl.)